# Moserdamm

Moserdamm (1959)

Der Moserdamm in Schaffhausen in der Schweiz war das erste Wasserkraftwerk am Hochrhein. Die gewonnene Energie wurde vor dem Aufkommen der Elektrizität den abnehmenden Betrieben in mechanischer Form übertragen. In Verbindung mit dem Kraftwerk wurde 1866 die erste Luftseilbahn Europas errichtet. Nach einer fast einhundertjährigen Betriebszeit wurde das Kraftwerk nach 1960 durch ein modernes ersetzt.

## Geschichte

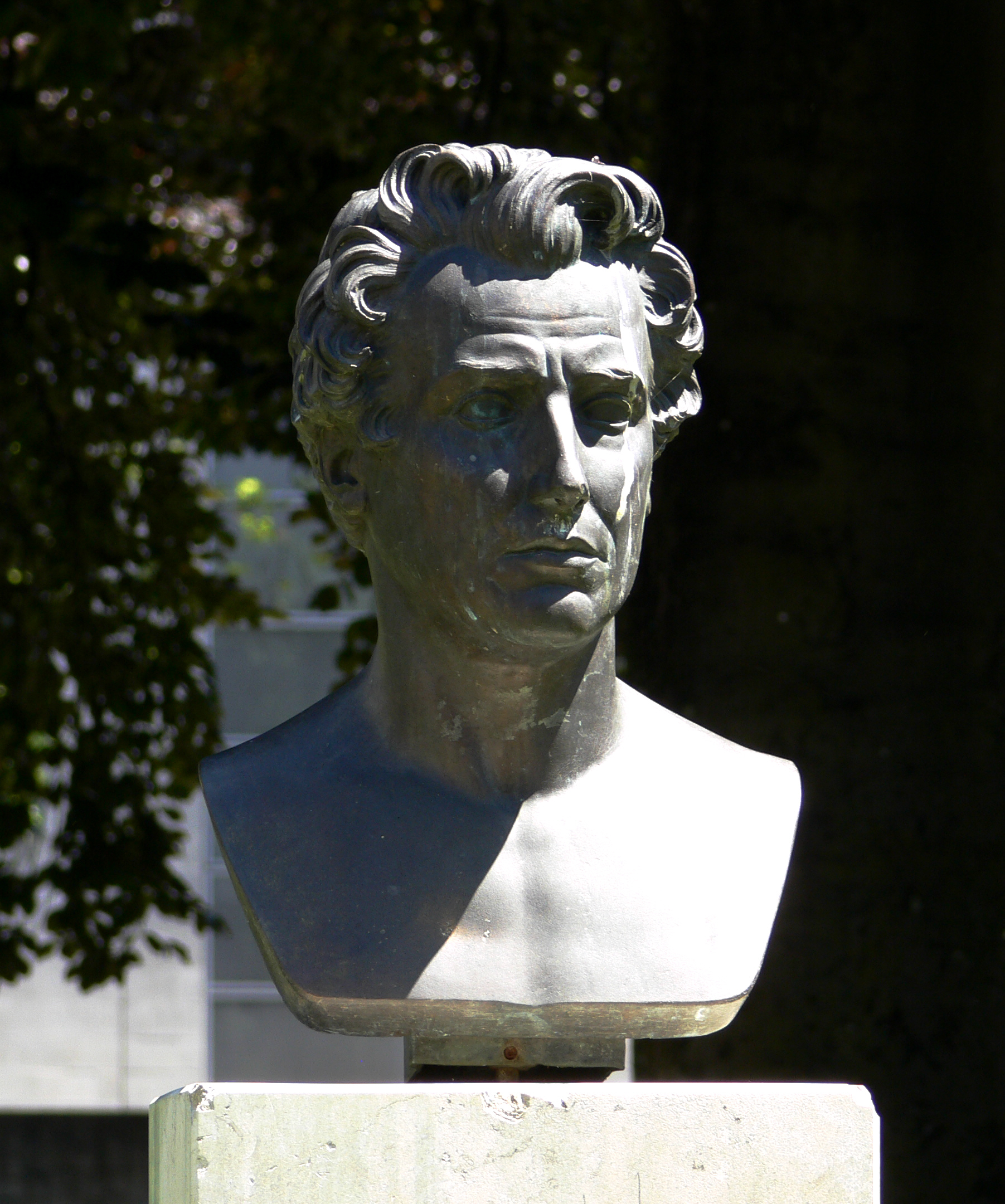
Büste von Heinrich Moser

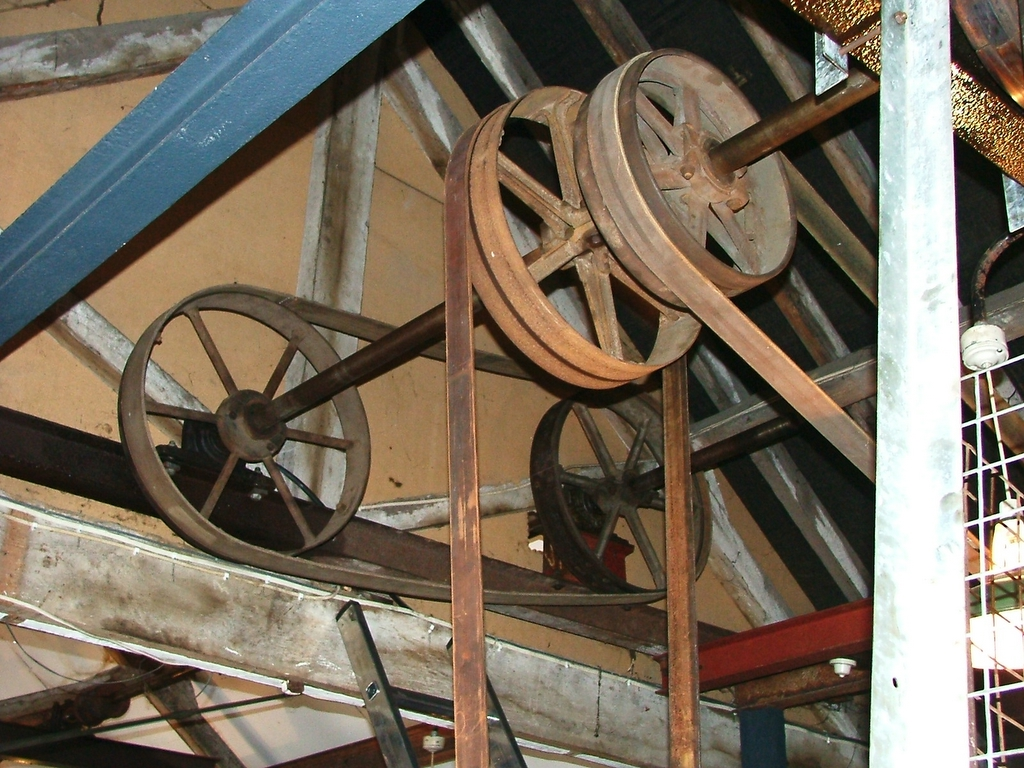
Transmissionsriemen in einer mechanischen Werkstatt

Nachdem Heinrich Moser als vermögender Mann in die Schweiz zurückgekehrt war, investierte er Teile seines Vermögens in die wirtschaftliche Entwicklung seiner Heimatstadt Schaffhausen. 1850–1851 errichtete er am linken Rheinufer ein erstes Kraftwerk mit 80 PS (58,8 Kilowatt). Dieses versorgte über Drahtseiltransmissionen ein Sägewerk, eine Schmiede, eine Schlosserei, eine mechanische Werkstatt, Textilunternehmen und eine Kabelfabrik.
Auf positiven Erfahrungen aufbauend, plante er ein weit grösseres Kraftwerk, für das der Rhein aufgestaut werden musste. Erste Ideen dazu hatte der Industrielle Johannes Rauschenbach geliefert. Baubeginn für den Damm war im Oktober 1863. Zu den Mitarbeitern gehörte der Ingenieur François Borel. Der im Winter 1864/65 vollendete Damm brach im Frühling 1865. Nach der Reparatur des Damm-Mittelstücks im Winter 1865/66 konnte das Kraftwerk am 9. April 1866 in Betrieb genommen werden. Das zweite Kraftwerk lag ebenfalls am linken Ufer und verfügte über die Leistung von 600 PS (0,44 Megawatt). Seine Turbinen trieben riesige Drahtseiltransmissionen, die die mechanische Energie über den Rhein und dann entlang des rechten Ufers in verschiedene Werkstätten und eine grosse Industriehalle übertrugen. An Stationen mit Getrieben konnte die Kraft in andere Richtungen umgeleitet werden.
Dieser «Krafttelegraph» übertrug die Energie über etwa 500 Meter, anfangs an 13, später an 23 gewerbliche Abnehmer. Nachteile dieser Lösung waren neben Übertragungsverlusten hohe Leerlauf- bzw. Teillastverluste durch die ständig mitlaufende grosse Anzahl von Zahnrädern, Lagern und Seilen. Hinzu kamen Wartungsbedarf und Verschleiss. Parallel jedoch hatte Werner von Siemens 1867 das dynamoelektrische Prinzip entdeckt, und etwas später wurden auch Verfahren für die Übertragung von Strom über längere Strecken entwickelt.
Ein weiteres Turbinenhaus wurde 1887–1889 errichtet. Seitdem wurden die Turbinen des Moserdamms auf elektrische Stromerzeugung umgestellt. Die Transmission wurde um 1900 entfernt. Die Reste der Pfeilerfundamente befinden sich unter der Rheinuferstrasse. Trotz mehreren Kapazitätssteigerungen wurden die Anlagen der immer grösser werdenden Nachfrage von Stadt und Industrie nicht mehr gerecht. Nach langer Planungsphase wurde der Moserdamm 1961 beseitigt und bis 1963 durch das neue Kraftwerk Schaffhausen mit 26 Megawatt Engpassleistung ersetzt.

### Weitere Projekte
Ein weiteres Wasserkraftwerk zur Gewinnung mechanischer Energie wurde 1872 vom Warschauer Ingenieur Georg von Struve am Hochrhein bei Rheinfelden AG geplant. 1873 erhielt er eine Konzession, Struve starb jedoch schon 1876, und sein Plan wurde nie ausgeführt. Erst 1898 ging hier mit den Kraftübertragungswerken Rheinfelden (KWR) das erste grosse Laufwasserkraftwerk Europas in Betrieb.

## Die Seilbahn am Moserdamm
Für Materialtransporte und den Personalwechsel im Turbinenhaus wurde 1866 die erste Luftseilbahn Europas errichtet. Erstellt wurde die Bahn von J. J. Rieter & Cie. in Töss bei Winterthur. Angetrieben wurde sie mit Handkurbeln an den beiden Ufern. Ende der 1870er Jahre wurde die Bahn durch einen eisernen Steg ersetzt, da sie sich besonders im Winter als unzuverlässig erwiesen hatte.

## Modell
Ein funktionstüchtiges Modell des Moserdammes ist im Museum zu Allerheiligen in Schaffhausen zu sehen.